# Списък на политическите партии в Латвия
Латвия има многопартийна система.

## Парламентарно представени партии
| Партия/коалиция                        | Места в Сейма (2014) | Идеология                 |
| -------------------------------------- | -------------------- | ------------------------- |
| Социалдемократическа партия „Съгласие“ | 24                   | Социалдемокрация          |
| Единство                               | 23                   | Либерален консерватизъм   |
| Съюз на зелените и селяните            | 21                   | Аграризъм/зелена политика |
| Национално обединение                  | 17                   | Национален консерватизъм  |
| Латвийски съюз на регионите            | 8                    |                           |
| От сърце за Латвия                     | 7                    | Консерватизъм             |

## Други
- Затлерсова реформаторска партия